# Megachile mediocana
Megachile mediocana är en biart som beskrevs av Cockerell 1916. Megachile mediocana ingår i släktet tapetserarbin, och familjen buksamlarbin. Inga underarter finns listade i Catalogue of Life.